# Oh Maman!
Oh Maman! – singel francuskiego piosenkarza Lissandro wydany 28 października 2022 roku. Piosenka zwyciężyła w finale 20. Konkursu Piosenki Eurowizji Junior (2022), który odbył się w Erywaniu 11 grudnia zdobywszy 203 punktów.  
Do piosenki zrealizowano teledysk który miał premierę 6 listopada 2022 na kanale „Junior Eurovision Song Contest” w serwisie YouTube.

## Lista utworów
| Digital download / media strumieniowe | Digital download / media strumieniowe | Digital download / media strumieniowe |
| Nr                                    | Tytuł utworu                          | Długość                               |
| ------------------------------------- | ------------------------------------- | ------------------------------------- |
| 1.                                    | „Oh Maman!”                           | 2:52                                  |